# Ministerio Federal de Defensa (Alemania)
El Ministerio Federal de Defensa (Bundesministerium der Verteidigung) de Alemania es un ministerio del Gabinete alemán. Su sede es el Hardthöhe en Bonn y tiene una segunda oficina en el Bendlerblock que construye a Berlín. 
El actual ministro de defensa es Boris Pistorius. Durante tiempos de paz el ministro es el comandante en jefe del Bundeswehr (fuerzas armadas alemanas).

## Historia
Cuando la República Federal Alemana fue fundada en 1949, Alemania tenía gran parte de su territorio en control Aliado y no se le permitió tener su propio ejército. Sin embargo, por órdenes de Konrad Adenauer, Theodor Blank y su oficina (el Amt Blank) se comenzaron los preparativos para el rearme en 1950. El 7 de junio de 1955, la oficina fue convertida en el Ministerio de Federal de Defensa.

## Ministros de Defensa: 1919-1935
| Ministro             | Inicio | Término |
| Gustav Noske         | 1919   | 1920    |
| Otto Geßler          | 1920   | 1928    |
| Wilhelm Groener      | 1928   | 1932    |
| Kurt von Schleicher  | 1932   | 1932    |
| Ferdinand von Bredow | 1932   | 1933    |
| Werner von Blomberg  | 1933   | 1935    |

## Ministros de Guerra: 1935-1938
| Ministro            | Inicio | Término |
| Werner von Blomberg | 1935   | 1938    |
| Karl Dönitz         | 1945   | 1945    |

## Jefes del Oberkommando der Wehrmacht: 1938-1945
| Jefe           | Inicio | Término |
| Wilhelm Keitel | 1938   | 1945    |

## Ministros de Defensa de la República Democrática de Alemania: 1956-1990
| Ministro         | Inicio | Término |
| Willi Stoph      | 1956   | 1960    |
| Heinz Hoffmann   | 1960   | 1985    |
| Heinz Kessler    | 1985   | 1989    |
| Theodor Hoffmann | 1989   | 1990    |
| Rainer Eppelmann | 1990   | 1990    |

## Ministros de Defensa de la República Federal de Alemania: 1955-actualidad
| Ministro                   | Inicio | Fin  |
| Theodor Blank              | 1955   | 1956 |
| Franz Josef Strauß         | 1956   | 1963 |
| Kai-Uwe von Hassel         | 1963   | 1966 |
| Gerhard Schröder           | 1966   | 1969 |
| Helmut Schmidt             | 1969   | 1972 |
| Georg Leber                | 1972   | 1978 |
| Hans Apel                  | 1978   | 1982 |
| Manfred Wörner             | 1982   | 1988 |
| Rupert Scholz              | 1988   | 1989 |
| Gerhard Stoltenberg        | 1989   | 1992 |
| Volker Rühe                | 1992   | 1998 |
| Rudolf Scharping           | 1998   | 2002 |
| Peter Struck               | 2002   | 2005 |
| Franz Josef Jung           | 2005   | 2009 |
| Karl-Theodor zu Guttenberg | 2009   | 2011 |
| Thomas de Maizière         | 2011   | 2013 |
| Ursula von der Leyen       | 2013   | 2019 |
| Annegret Kramp-Karrenbauer | 2019   | 2021 |
| Christine Lambrecht        | 2021   | 2023 |
| Boris Pistorius            | 2023   |      |